# 1680-ті в театрі
1680-ті роки в театрі

## Персоналії

### Померли

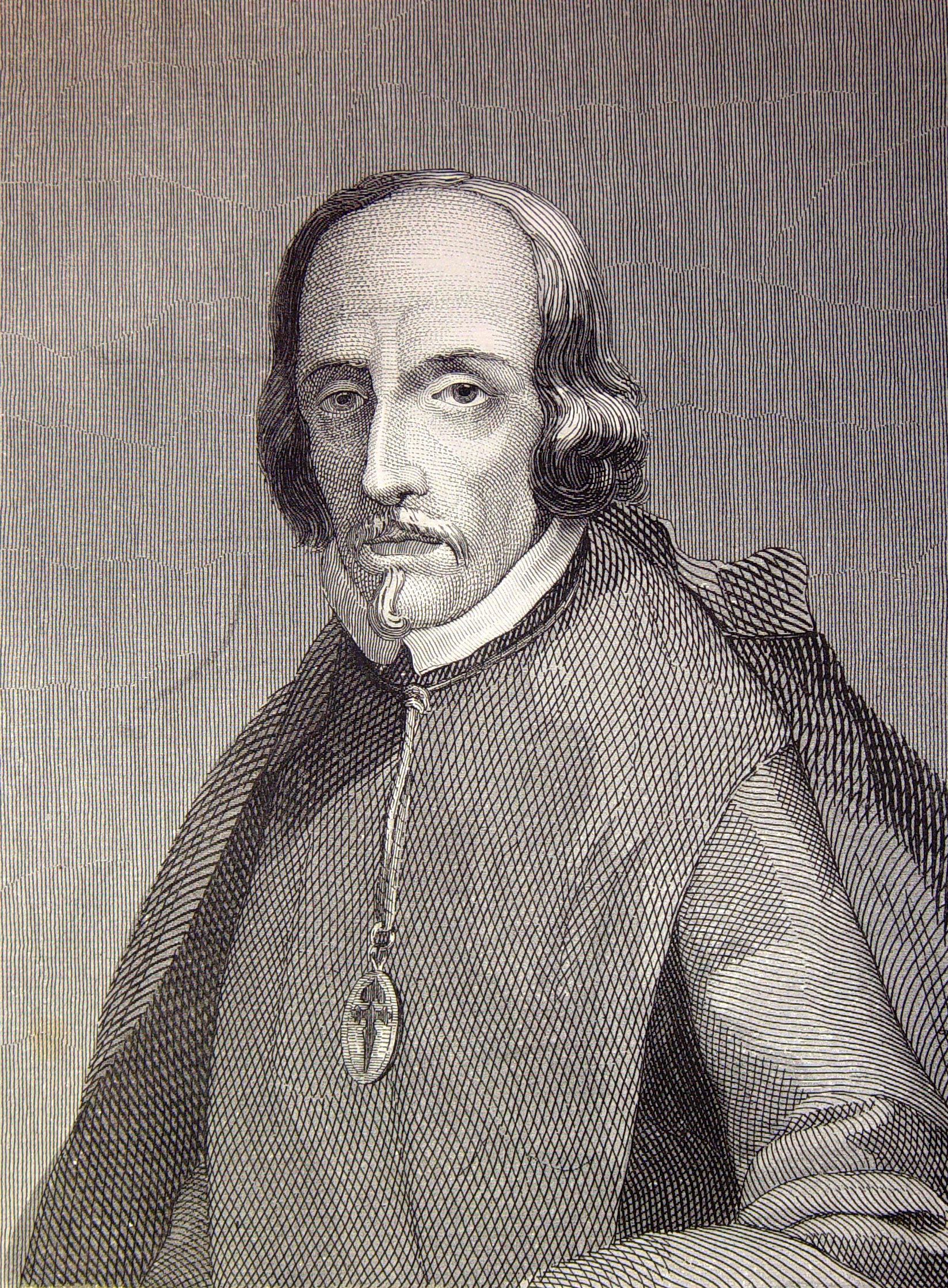
Педро Кальдерон (81)

1680
- 25 травня —
  -  Педро Кальдерон де ла Барка (81) — іспанський драматург та поет, священик